# Eugenia pyriformis
La pitanga zapallo, (Eugenia pyriformis) es una planta de la familia de las Myrtaceae que se encuentra principalmente en Brasil, partes de Argentina y el extremo norte de Uruguay. Alcanza de 20 a 45 pies (6 a 13 metros) de altura y de 1 a 1,5 pies (30 a 50 centímetros) de diámetro del tronco. Es una especie nativa de Brasil, donde la podemos encontrar principalmente en los estados de Paraná, Rio Grande do Sul, Santa Catarina y São Paulo, en Uruguay y Argentina se encuentra en las islas del Río Uruguay.

## Cultivo
Puede crecer entre elevaciones de 1000 a 5000 pies (300 a 1500 metros). Requiere un suelo bien drenado y preferiblemente ligeramente ácido. 

## Fruta
Eugenia pyriformis florece entre los meses de agosto a diciembre y produce frutos entre septiembre y enero. El fruto amarillo de la planta se llama uvalha en portugués y es comestible.  Algunos ambientalistas han recomendado el uso de la planta para proyectos de reforestación en Brasil, especialmente en áreas degradadas y reservas naturales permanentes. La planta también es popular con fines ornamentales o domésticos.